# 고다마군

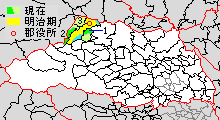
사이타마현 고다마군의 범위. 1.미사토정 2.가미카와정 3.가미사토정 연록색·하즐색: 후에 다른 군에서 편입된 구역)

고다마군(일본어: 児玉郡, こだまぐん)은 사이타마현의 북서부에 있는 군이다.
인구 53,214명, 면적 109.99km², 인구밀도 484명/km².(2025년 3월 1일, 추계인구)
이하 3정으로 구성된다.
- 가미카와정(神川町)
- 가미사토정(上里町)
- 미사토정(美里町

## 군역
발족 당시의 군역은 현재의 행정 구역 상으로 대체로 다음의 지역에 해당한다.
- 혼조시 일부
- 가미카와정 일부
- 미사토정 일부

가미군, 나카군 통합 이후의 군역은 현재의 3정을 포함하여 현재 다음의 지역에 해당한다
- 혼조시 전역

한자와군에서 혼조시의 일부 지역이, 지치부군에서 가미카와정의 일부 지역이 편입되었다.

## 역사

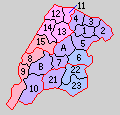
1.혼조정 2.후지타촌 3.닛테촌 4.아사히촌 5.기타이즈미촌 6.히가시코다마촌 7.고다마정 8.아오야기촌 9.와카이즈미촌 10.모토이즈미촌 11.진보하라촌 12.가미촌 13.시치혼기촌 14.나가하타촌 15.단쇼촌 21.아키히라촌 22.마쓰히사촌 23.오사와촌 A.교와 조합촌 B.가나야 조합촌 (보라:혼조시 파랑:미사토정 빨강:가미사토정 귤색:가미카와정)

- 1879년 3월 17일 - 군구정촌 편제법에 따라 고다마군(児玉郡)이 발족. 따로 표시하지 않은 곳은 현 혼조시이다. (2정 14촌)
  - 혼조정(本庄町)
  - 후지타촌(藤田村)
  - 닛테촌(仁手村)
  - 아사히촌(旭村)
  - 기타이즈미촌(北泉村)
  - 히가시코다마촌(東児玉村): 현 미사토정
  - 교와촌(共和村)
  - 가미마시모촌(上真下村), 기타바야시촌(吉田林村)
  - 고다마정(児玉町)
  - 가나야촌(金屋村)
  - 호키노촌(保木野村), 다바타촌(田端村)
  - 아오야기촌(青柳村): 현 가미카와정
  - 와카이즈미촌(若泉村): 현 가미카와정
  - 모토이즈미촌(本泉村)
  - 구마노도촌은 가미군 단쇼촌의 일부가 되었다.
- 1892년 9월 29일 - 가나야 조합촌(가나야촌·호키노촌·다바타촌)이 합병하여 가나야촌(金屋村)이 발족.(2정 12촌)
- 1896년 4월 1일 - 고다마군·가미군·나카군의 구역을 합쳐, 새로이 고다마군(児玉郡)이 발족. 아래의 촌이 소속됨. (2정 20촌)
  - 구 가미군(5촌) - 진보하라촌(神保原村), 가미촌(賀美村), 시치혼기촌(七本木村), 나가하타촌(長幡村), 단쇼촌(丹荘村)
  - 구 나카군(3村) - 아키히라촌(秋平村), 마쓰히사촌(松久村), 오사와촌(大沢村)
- 1900년 - 교와 조합촌(교와촌·가미마시모촌·기타바야시촌)에서 が, 가미마시모촌·기타바야시촌이 교와촌에 편입되어 교와촌(共和村)이 발족.(2정 18촌)
- 1948년 4월 1일 - 지치부군 야노촌(矢納村)의 소속이 고다마군으로 변경.(2정 19촌)
- 1949년 12월 1일 - 와카이즈미촌이 분할되어 와타라세촌(渡瀬村)과 아구하라촌(阿久原村)을 설치.(2정 20촌)
- 1954년
  - 5월 3일(2정 16촌)
    - 진보하라촌·가미촌·시치혼기촌·나가하타촌이 합병하여 가미사토촌(上里村)이 발족.
    - 단쇼촌·아오야기촌이 합병하여 가미카와촌(神川村)이 발족.

  - 7월 1일 - 혼조정·후지타촌·닛테촌·아사히촌·기타이즈미촌이 합병하여 혼조시(本庄市)가 발족, 군에서 이탈.(1정 12촌)
  - 9월 1일 - 아구하라촌·야노촌이 합병하여 가미이즈미촌(神泉村)이 발족.(1정 11촌)
  - 10월 1일 - 히가시코다마촌·마쓰히사촌·오사와촌이 합병하여 미사토촌(美里村)이 발족.(1정 9촌)
- 1955년 3월 20일 - 고다마정·가나야촌·아키히라촌·모토이즈미촌이 합병하여, 새로이 고다마정(児玉町)이 발족.(1정 6촌)
- 1957년
  - 5월 3일 - 와타라세촌이 가미카와촌에 편입.(1정 5촌)
  - 7월 18일 - 교와촌의 일부가 혼조시, 잔여부가 고다마정에 분할편입.(1정 4촌)
- 1971년 11월 3일 - 가미사토촌이 정제 시행으로 가미사토정(上里町)이 됨.(2정 3촌)
- 1984년 10월 1일 - 미사토촌이 정제 시행으로 미사토정(美里町)이 됨.(3정 2촌)
- 1987년 10월 1일 - 가미카와촌이 정제 시행으로 가미카와정(神川町)이 됨.(4정 1촌)
- 2006년
  - 1월 1일 - 가미카와정과 가미이즈미촌이 합병하여, 새로이 가미카와정(神川町)이 발족.(4정)
  - 1월 10일 - 고다마정이 혼조시와 합병하여, 새로이 혼조시(本庄市)가 발족, 군에서 이탈.(3정)